# Гринвил (Флорида)
Гринвил (енгл. Greenville) град је у америчкој савезној држави Флорида. По попису становништва из 2010. у њему је живело 843 становника.

## Демографија
Према попису становништва из 2010. у граду је живело 843 становника, што је 6 (0,7%) становника више него 2000. године.
| Група             | 2000.       | 2010.       |
| Белци             | 228 (27,2%) | 219 (26,0%) |
| Афроамериканци    | 603 (72,0%) | 596 (70,7%) |
| Азијати           | 1 (0,1%)    | 1 (0,1%)    |
| Хиспаноамериканци | 2 (0,2%)    | 12 (1,4%)   |
| Укупно            | 837         | 843         |